# Установка фракціонування у Медфорді
Установка фракціонування у Медфорді – підприємство нафтогазової промисловості в Оклахомі, котре займається розділенням зріджених вуглеводневих газів (ЗВГ).
Установка, котра станом на першу половину 2010-х мала потужність у 220 тисяч барелів на добу, розділює суміш ЗВГ на п’ять компонентів: етан-пропанова суміш (сировина для нафтохімічної промисловості), пропан, бутан, ізобутан та газовий бензин.
Власником установки є компанія ONEOK, належна якій трубопровідна система Oneok NGL забезпечує як поставку суміші, так і видачу фракціонованих продуктів. Останні можуть спрямовуватись до узбережжя Мексиканської затоки у найбільший в світі ЗВГ-хабу Монт-Белв’ю, а також транспортуватись на північ до канзаських підземних сховищ.